# Station Zutphen
Station Zutphen is het spoorwegstation van Zutphen en is geopend in 1865 aan de staatslijnen A (Arnhem - Zwolle - Leeuwarden) en Staatslijn D (Zutphen - Enschede - Duitsland). In 1876 respectievelijk 1878 kwamen daar de Oosterspoorweg (Amsterdam - Apeldoorn - Zutphen) en de lijn naar Winterswijk bij.

## Geschiedenis
Het eerste station was ontworpen door de ingenieurs Karel Hendrik van Brederode en Louis Abraham Reuvens en opende op 1 februari 1865 feestelijk haar deuren voor treinpassagiers. Het station was een Waterstaatstation van de tweede klasse en was het enige station die in deze klasse was gebouwd. Na de opening van het station werd Zutphen al snel een knooppunt van nationale en internationale spoorverbindingen. De Staatsspoorwegen die de exploitatie op de meeste staatslijnen verzorgde ging met doorgaande internationale sneltreinen rijden tussen Amsterdam - Arnhem en Hannover, deze treinen bogen bij Zutphen af van Staatslijn A naar Staatslijn D om vervolgens bij Oldenzaal de grens te passeren. Na het gereedkomen van de Oosterspoorweg en in het verlengde daarvan de spoorlijn naar Winterswijk en het Ruhrgebied ging ook de HIJSM met internationale treinen via Zutphen rijden.
De komst van de spoorlijn tussen Apeldoorn en Almelo en later de intensievere samenwerking tussen de verschillende spoorwegmaatschappijen zorgden er voor dat Zutphen al aan het begin van de 20e eeuw vooral een regionaal knooppunt werd.

## Het gebouw
Het oorspronkelijke station werd op 14 oktober 1944 zwaar beschadigd, toen geallieerde vliegtuigen de IJsselbrug probeerden te bombarderen. Dit bombardement op Zutphen verwoestte een woonwijk ten zuiden van het station en kostte ruim honderd mensen het leven. Het station heeft nog van 1945 tot 1952 dienstgedaan. Na voltooiing van het nieuwe station, dat iets oostelijker kwam te liggen, is het oude station gesloopt. Het nieuwe (huidige) stationsgebouw is een ontwerp van H.G.J. Schelling en kwam gereed in 1952. Het is nu een rijksmonument.

## Voorzieningen
Het station beschikt over een Kiosk en diverse winkels.
Aan de westzijde (achterzijde) van het station is een grote parkeerplaats voor auto's, en zijn er stallingsvoorzieningen voor fietsers (waaronder fietskluizen) aanwezig.
In 2006 is de stationsomgeving heringericht; onder de stationshal is een nieuwe ondergrondse bewaakte fietsenstalling gebouwd. Er is ook een nieuw busstation gebouwd.
Station Zutphen is het enige Nederlandse station met aparte OV-chipkaartlezers voor drie vervoerders (NS, Arriva en Blauwnet).
Tot de zomer van 2012 was de VVV direct tegenover het station gevestigd. Het VVV is gehuisvest op Houtmarkt 75 in het stadscentrum.

## Dienstregeling

### Trein
De volgende treinseries stoppen in Zutphen:
| Serie       | Treinsoort         | Route | Bijzonderheden |
| ----------- | ------------------ | --- | --- |
| 3600        | Intercity (NS)     | Roosendaal – Breda – Tilburg – 's-Hertogenbosch – Nijmegen – Arnhem Centraal – Dieren – Zutphen – Deventer – Zwolle | |
| 7600        | Sprinter (NS)      | Wijchen – Nijmegen – Arnhem Centraal – Dieren – Zutphen                                                             | 's Avonds na 20:00 uur en op zondag wordt er niet tussen Nijmegen en Wijchen v.v. gereden en wordt 1x per uur gereden tussen Arnhem Centraal en Zutphen v.v.                                                          |
| 17800 RS 30 | Stoptrein (Arriva) | Zutphen – Apeldoorn                                                                                                 | |
| 30400 RE 30 | Sneltrein (Arriva) | Apeldoorn – Zutphen – Winterswijk                                                                                   | Rijdt 's avonds van Zutphen naar Apeldoorn en van Apeldoorn naar Winterswijk. Rijdt in het weekend de gehele dag tussen Winterswijk en Apeldoorn. Stopt tussen Zutphen en Winterswijk op alle tussengelegen stations. |
| 30800 RS 31 | Stoptrein (Arriva) | Winterswijk – Zutphen                                                                                               | enkele treinen rijden van/naar Apeldoorn |
| 31200 RS 24 | Stoptrein (Arriva) | Zutphen – Hengelo – Oldenzaal                                                                                       | Onderdeel van Blauwnet. |

De drie laatste Intercity's richting Roosendaal rijden in de late avond niet verder dan Nijmegen. De twee laatsten rijden zelfs niet verder dan Arnhem Centraal. Ook de laatste sprinter richting Nijmegen rijdt rond middernacht niet verder dan Arnhem Centraal.
De dienstregeling rond Zutphen is opgebouwd als een knoop: alle treindiensten op het station sluiten rond het hele en het halve uur op elkaar aan.

### Bus
De busmaatschappijen EBS en Arriva rijden de volgende busverbindingen van en naar het station:
| Lijn | Route | Soort                   | Bijzonderheden              |
| ---- | --- | ----------------------- | --------------------------- |
| 58   | Zutphen – Warnsveld – Eefde – Almen – Lochem – Barchem – Borculo                                                    | Streekbus               | Rijdt niet in het weekend   |
| 81   | Zutphen – Eefde – Gorssel – Epse – Deventer                                                                         | Streekbus               |                             |
| 82   | Zutphen Station – Warnsveld – Zutphen Ziekenhuis – Baak – Steenderen – Toldijk – Hummelo – Laag-Keppel – Doetinchem | Streekbus               |                             |
| 83   | Zutphen Station – Zutphen Centrum – Warnsveld Dreiumme – Warnsveld Overkamp                                         | Stadsbus                |                             |
| 84   | Zutphen Station – Zutphen Centrum – Zutphen Zuidwijken                                                              | Stadsbus                |                             |
| 193  | Zutphen Station – Warnsveld – Zutphen Ziekenhuis – Vierakker – Wichmond – Vorden – Kranenburg – Medler              | Buurtbus                |                             |
| 450  | Zutphen → Eefde → Harfsen → Laren → Almen → Warnsveld → Zutphen                                                     | Streekbus               | Rijdt alleen in het weekend |
| 480  | Zutphen Station → Zutphen Centrum → Warnsveld → Zutphen Zuidwijken → Zutphen Centrum → Zutphen Station              | Streekbus               | Rijdt alleen na 23:00       |
| 504  | Zutphen Station – Zutphen De Hoven – Oeken – Hall – Eerbeek                                                         | Buurtbus                |                             |
| 515  | Zutphen – Brummen – Leuvenheim                                                                                      | Buurtbus                |                             |
| 604  | Zutphen Station ← Voorstonden ← Hall ← Eerbeek                                                                      | Schoolbus               |                             |
| 651  | Zutphen → Warnsveld → Vorden → Hengelo → Velswijk → Doetinchem                                                      | Schoolbus               |                             |
| 824  | Zutphen – Lochem – Goor – Delden – Hengelo – Oldenzaal                                                              | Treinvervangend vervoer |                             |
| 850  | Zutphen → Warnsveld → Zutphen → Eefde → Gorssel → Hassink → Harfsen → Laren → Almen → Eefde → Zutphen               | Nachtvlinder/Belbus     |                             |

## Ontwikkeling aantal reizigers
Het aantal door NS vervoerde reizigers (per gemiddelde werkdag) ontwikkelde zich sedert 2019 als volgt:
| Jaar | Aantal reizigers |
| ---- | ---------------- |
| 2019 | 12.618           |
| 2020 | 6.020            |
| 2021 | 6.974            |
| 2022 | 9.261            |
| 2023 | 10.295           |
| 2024 | 10.763           |

## Afbeeldingen

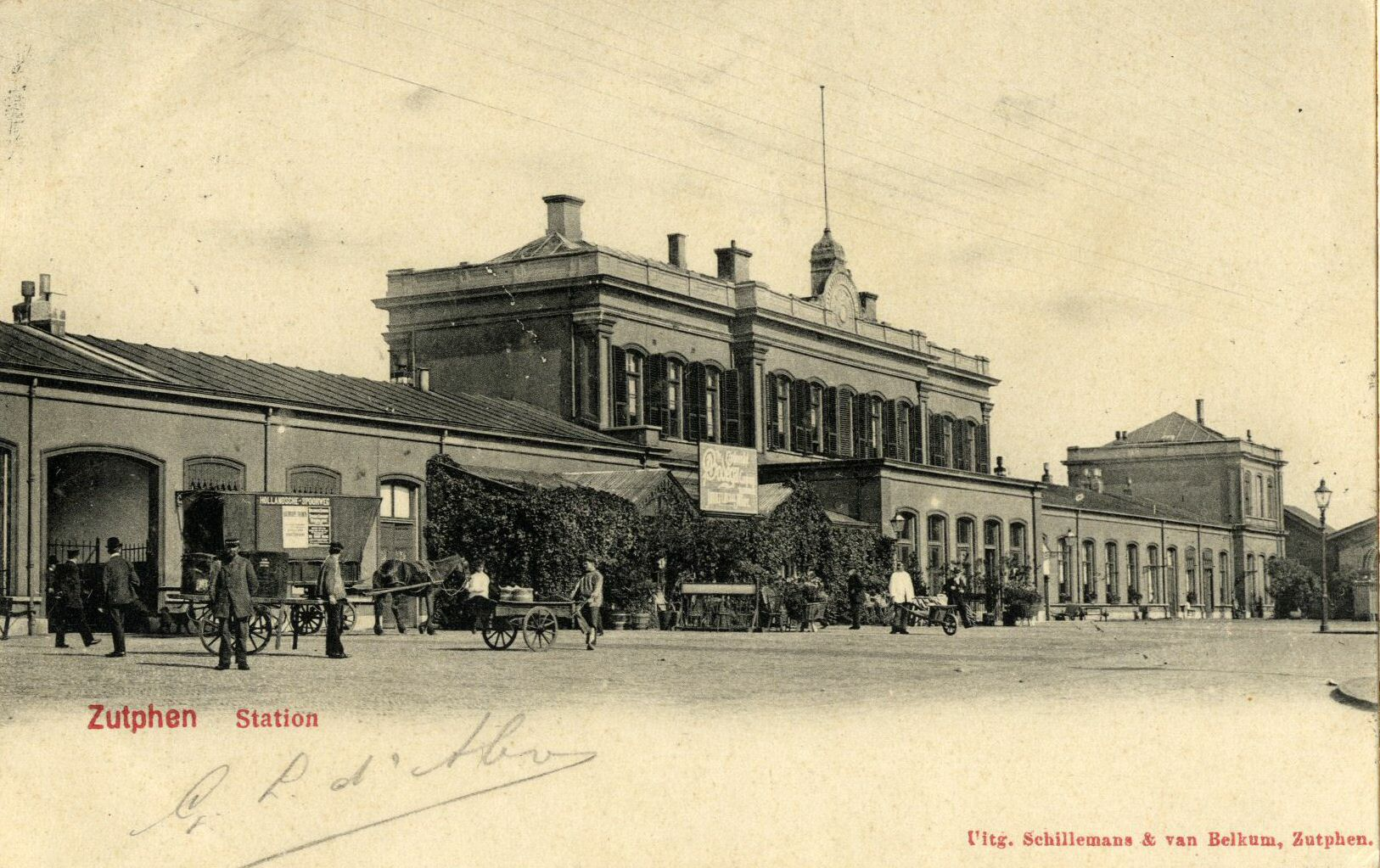
Station rond 1900-1905
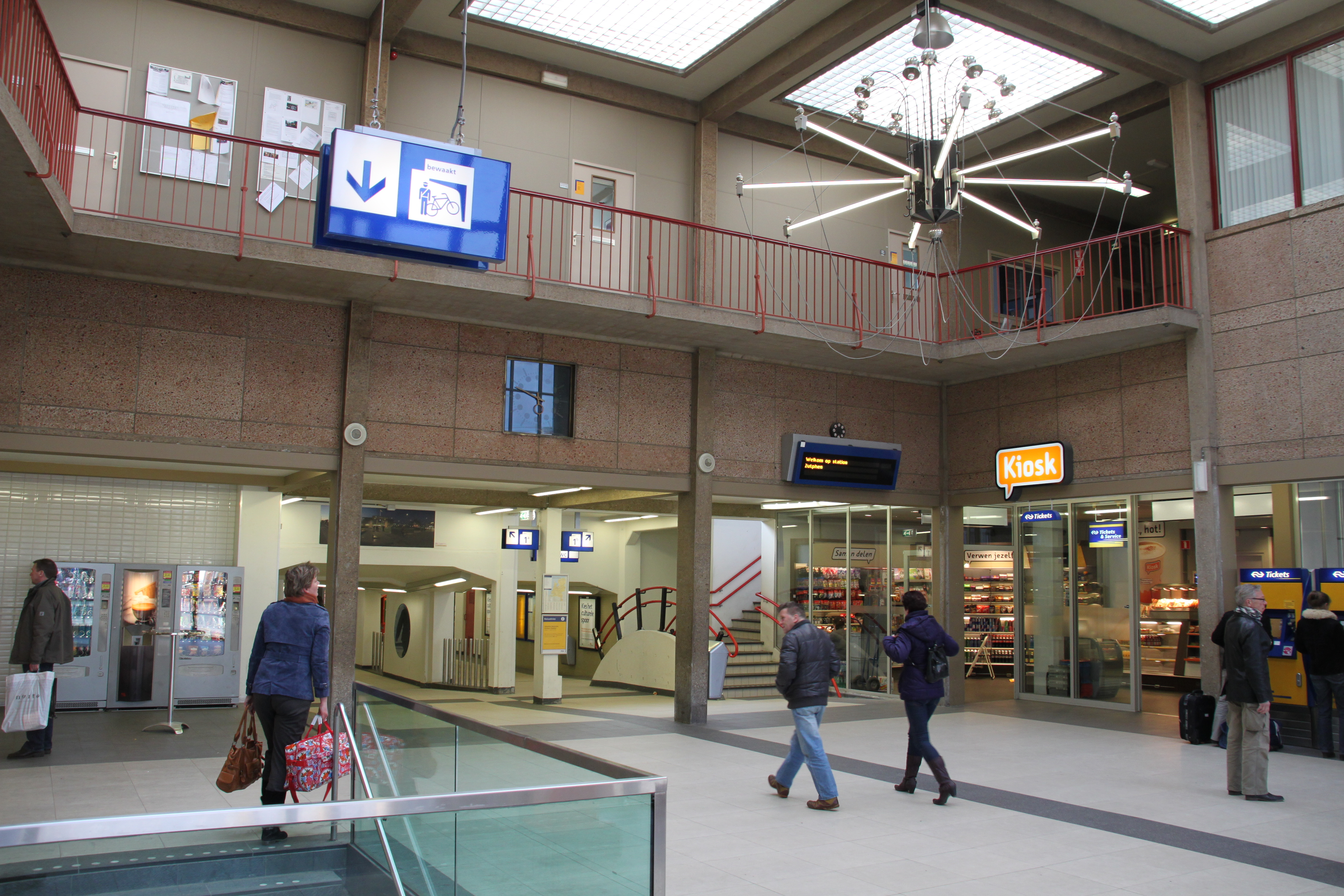
Het interieur van het huidige gebouw
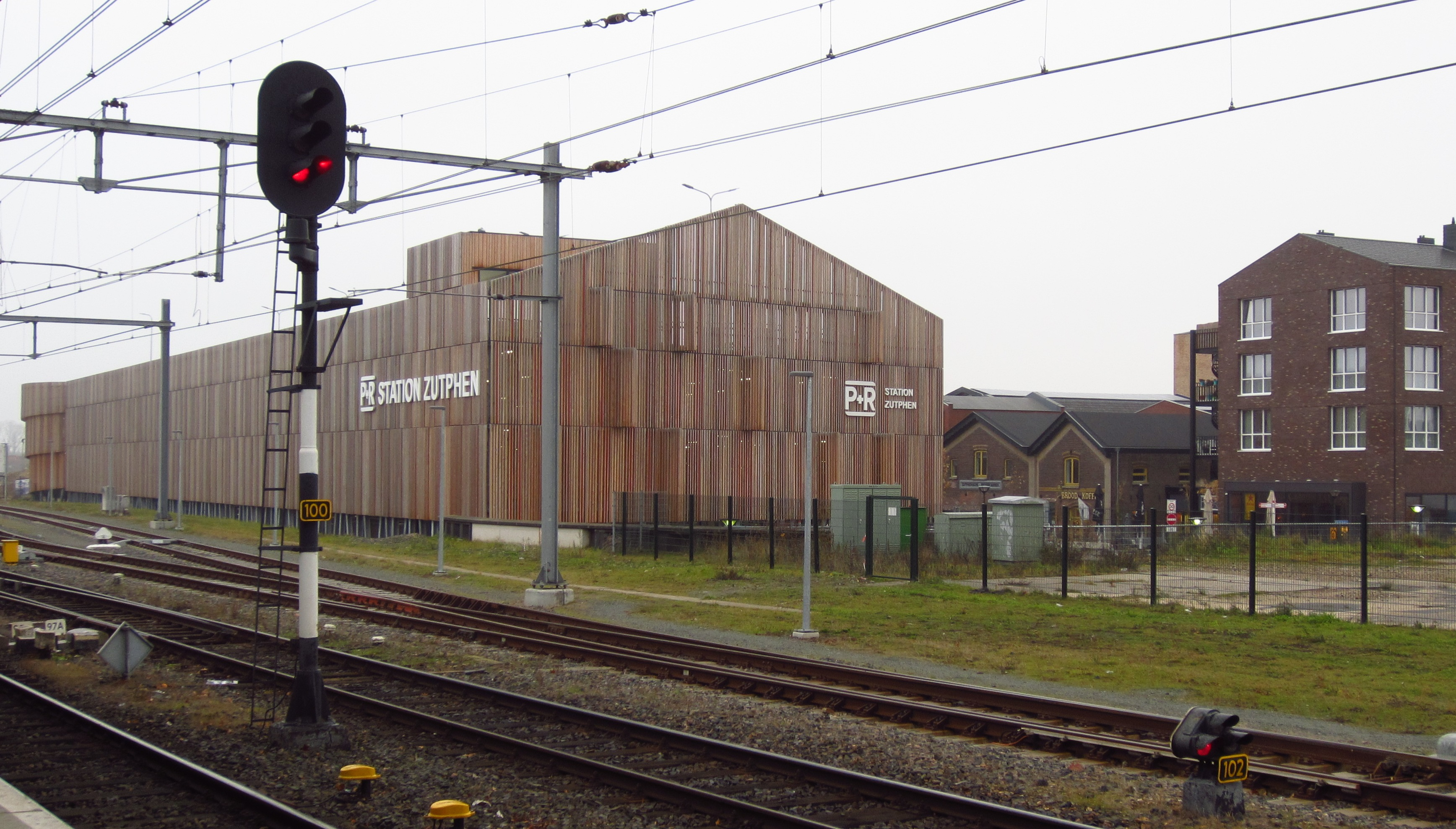
P+R aan de noordzijde
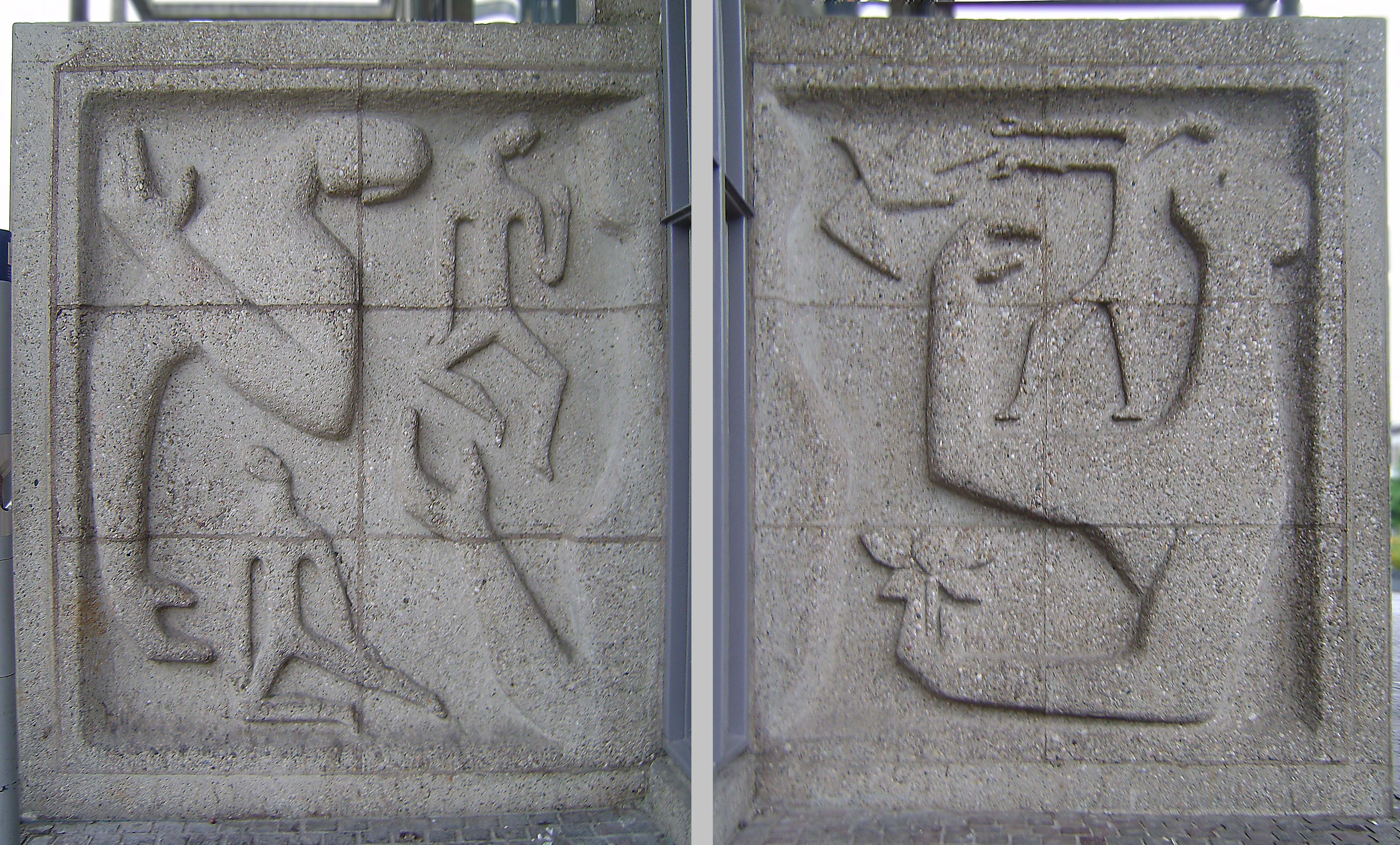
Reliëfs van Ben Guntenaar, in 1952 aangebracht bij de ingang van station Zutphen
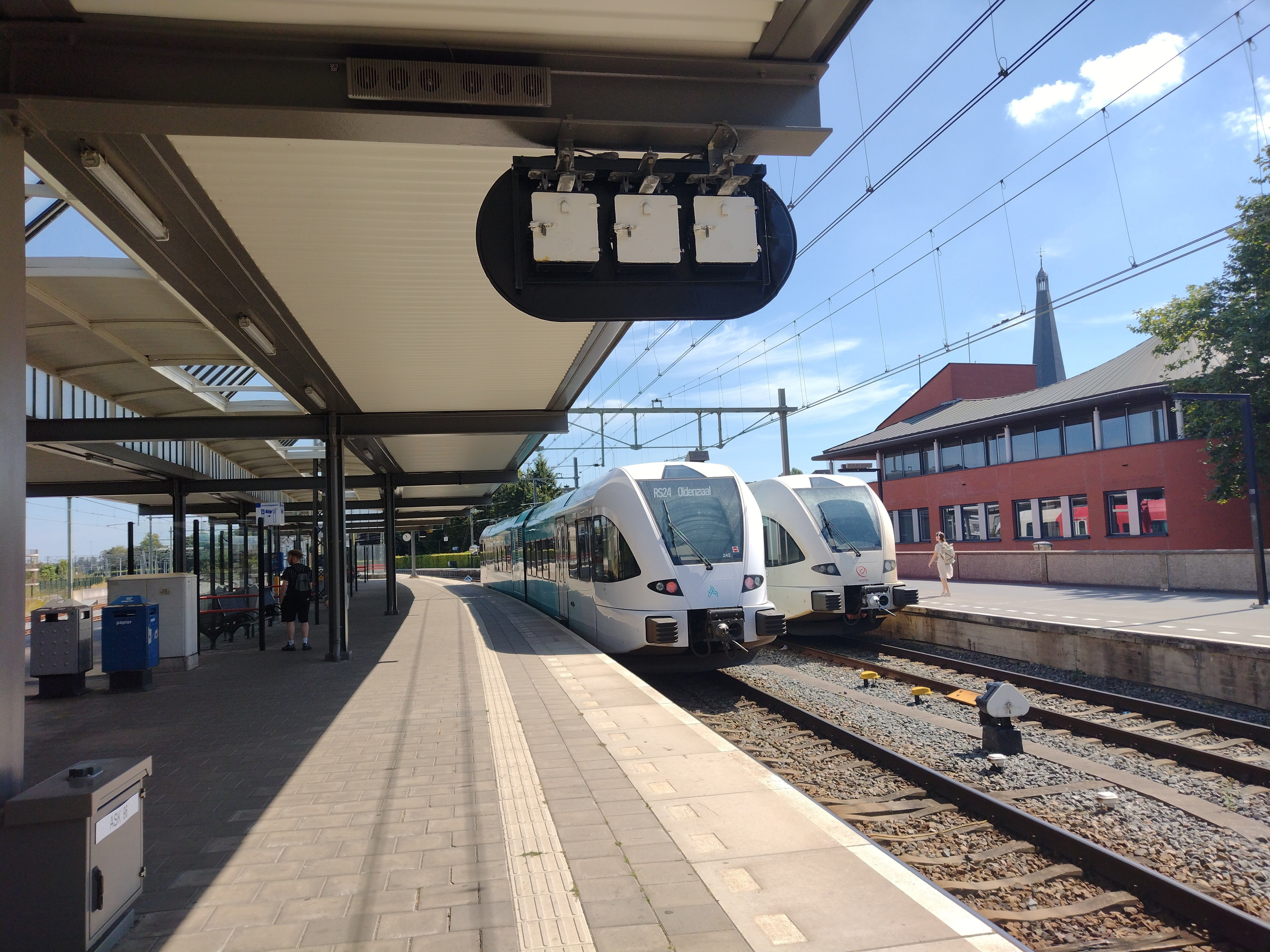
Treinen van Arriva op het station